# Manoir de l'Aubespin

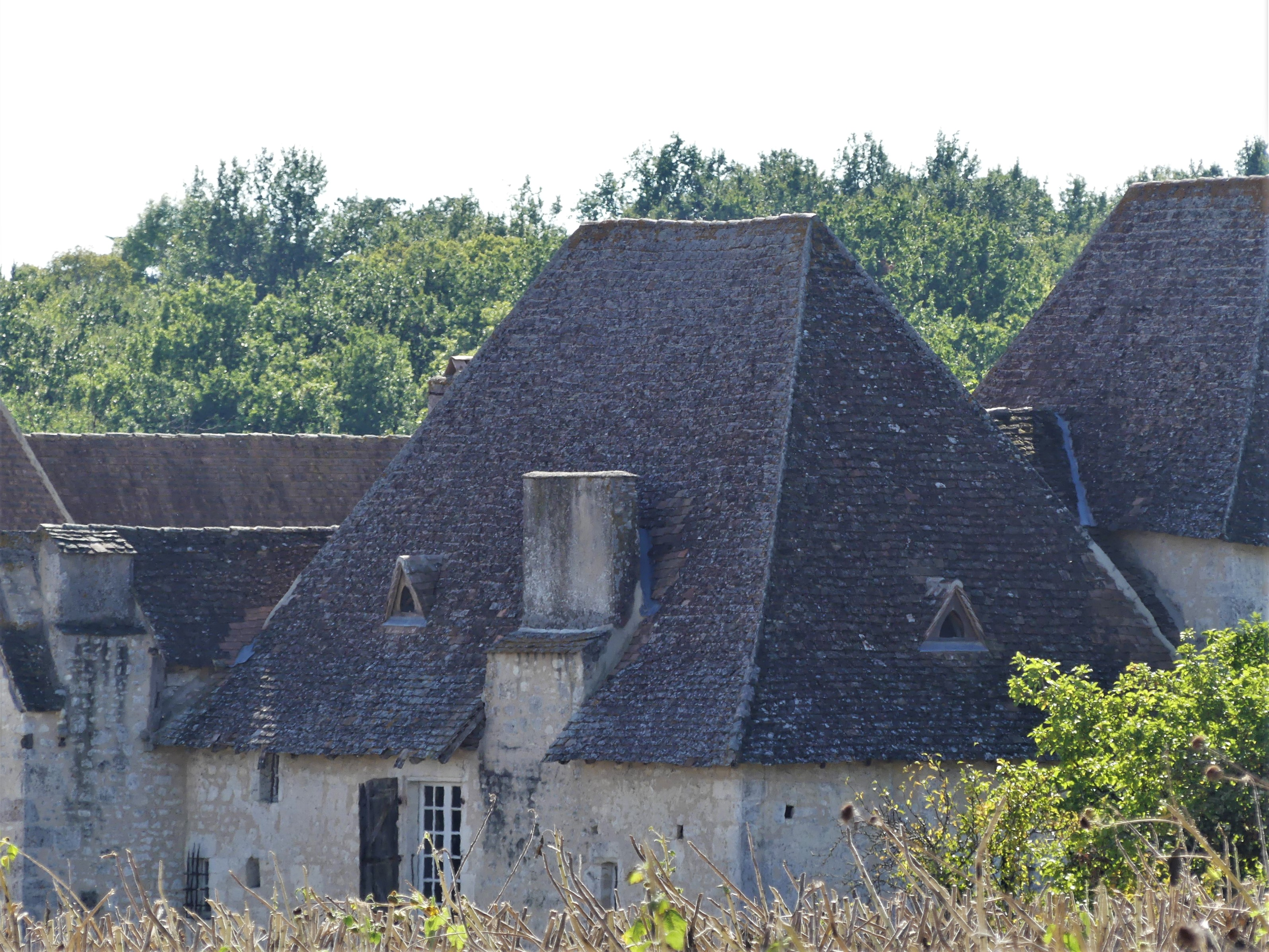
Toits du manoir de l'Aubespin.

Le manoir de l'Aubespin est situé à Monsaguel (France).

## Localisation
Le manoir est situé sur la commune de Monsaguel dans le département de la Dordogne, en région Nouvelle-Aquitaine.

## Description
Du manoir de l'Aubespin ne subsiste que le logis principal. Le cadastre de 1823 montre la présence, outre du logis principal, de deux autres corps de bâtiments : dans l'angle nord-ouest un bâtiment en équerre, aujourd'hui détruit, dont l'extrémité arrondie indique la présence d'un four ; au sud-est, une grange. L'ensemble de ces bâtiments était relié par un mur d'enceinte. Le logis présente un plan en L, cantonné de deux tours aux angles sud-est et nord-ouest. Ces deux tours flanquent les murs du logis et assurent le dispositif défensif complété par celui de la grange,,.

## Historique
L'édifice fut la propriété de la famille de Laurière du XIIe siècle jusqu'à la Révolution.
Au Moyen Âge, Monsaguel dépend de la Gascogne. Au cours de la guerre de Cent Ans, c’est ici que le comte Nodon de Montbaron a résisté aux Anglais.
Le manoir semble devoir à la période des guerres de Religion un système défensif élaboré. Son implantation pourrait remonter au XVe siècle avec des aménagements au XVIIe siècle.
Il est inscrit au titre des monuments historiques par arrêté du 9 mars 2009.